# MDN Web Docs
MDN Web Docs, ehemals Mozilla Developer Network und Mozilla Developer Center, ist die offizielle Entwickler-Dokumentation der Mozilla Foundation für Web-Technologien, das Offene Web und Mozilla Projekte.
Auf der Website sind Web-Technologien wie beispielsweise HTML, CSS, JavaScript und Web-APIs dokumentiert, was dazu beitragen soll, das Offene Web zu fördern.
Der Inhalt von MDN Web Docs ist, wenn nicht weiter angegeben, unter der freien Lizenz CC-BY-SA verfügbar. Die meisten Quelltext-Beispiele sind CC0 lizenziert.

## Geschichte
Nachdem im Oktober 2004 die Netscape DevEdge Webseite von AOL abgeschaltet wurde, wollte die Mozilla-Stiftung das Verlieren der dort gesammelten Informationen verhindern und die Dokumentation wieder übersichtlich für alle Nutzer bereitstellen.
Im Februar 2005 wurde das Projekt Mozilla Developer Center gestartet, als die Mozilla Foundation die Lizenz für die ehemalige Netscape DevEdge Webseite von AOL bekam. Am 23. Juli 2005 wurde schließlich das Wiki gestartet. Während dessen Bestehen bis 2020 konnte jeder Nutzer die Dokumentation bearbeiten; zum Bearbeiten der Dokumentation war lediglich ein Mozilla Persona- oder ein GitHub-Account notwendig.
Im Jahr 2010 erfolgte die Umbenennung der Seite Mozilla Developer Center (auch Devmo genannt) zum Namen Mozilla Developer Network. Ein Jahr später wurde das Projekt um das Demo-Studio erweitert, über das Entwickler Demos und Codebeispiele austauschen können.
Im Juni 2017 änderte das Projekt seinen Namen auf MDN Web Docs, um klarzustellen, dass es sich um eine Dokumentationsplattform und nicht um ein Soziales Netzwerk handelt. Im Oktober 2017 kündigten Microsoft, Google und Samsung an, dass sie ihre eigenen Dokumentationsprojekte schließen und ihre gesamte Dokumentation zu MDN verlagern würden.
Im Dezember 2020 migrierte Mozilla MDN auf eine neue Softwareplattform Yari. Der gesamte Inhalt wurde aus dem Wiki in einzelne HTML-Dateien überführt und in einem Git-Repository auf GitHub abgelegt. Änderungen an der Dokumentation werden jetzt in Form von Pull Request vorgeschlagen und nach einem Review übernommen. Die neue Plattform generiert nach jeder Änderung eine neue Version der statischen Webseite.
Im Januar 2021 wurde Open Web Docs als offenes Kollektiv ins Leben gerufen. Mehrere Partnerorganisationen wollen langfristig und unabhängig die Dokumentation gewährleisten.

## Zwischenfälle
Am 1. August 2014 wurde über den Mozilla Security Blog bekanntgegeben, dass es einige Zeit zuvor einen Datenbank-Leck beim MDN gegeben habe. Ab dem 23. Juni 2014 waren für einen Zeitraum von 30 Tagen die E-Mail-Adresse von über 76.000 Nutzern des Projektes, sowie 4000 verschlüsselte Passwörter von Entwicklern öffentlich zugänglich.
Auch wenn nach eigenen Angaben keine Daten missbräuchlich entwendet wurden und die Passwörter verschlüsselt waren, forderte Mozilla die Nutzer des Projektes auf, ihre Passwörter zu ändern.